# Punto geodésico de Rudi
El Punto geodésico de Rudi (en rumano: Punctul Geodezic Rudi) es un punto del Arco Geodésico de Struve en la localidad de Rudi, en el país europeo de Moldavia. En el lugar hay un obelisco conmemorativo.
El Punto Geodésico de Rudi se estableció en 1847 y es Patrimonio de la Humanidad desde 2005. El monumento en el sitio fue inaugurado el 17 de junio de 2006.